# Kolačkov
Kolačkov é um município da Eslováquia, situado no distrito de Stará Ľubovňa, na região de Prešov. Tem 17,42 km² de área e sua população em 2018 foi estimada em 1.350 habitantes.

## Demografia
| Ano:        | 1994 | 2004    | 2014    | 2024   |
| ----------- | ---- | ------- | ------- | ------ |
| Broj ljudi: | 940  | 1043    | 1296    | 1281   |
| Razlika:    |      | +10,95% | +24,25% | -1,15% |

| Ano:               | 2023 | 2024   |
| ------------------ | ---- | ------ |
| Número de pessoas: | 1271 | 1281   |
| Diferença:         |      | +0,78% |